# هاینینگن
هاینینگن (به آلمانی: Heiningen) یک شهر در آلمان است که در گوپینگن واقع شده‌است.